# سیارک ۶۲۳۷
سیارک ۶۲۳۷ (به انگلیسی: 6237 Chikushi، نامگذاری:1989CV) شش هزار و دویست و سی و هفتمین سیارک کشف شده‌است که در ۴ فوریه ۱۹۸۹ کشف شد.
قدر مطلق سیارک برابر ۱۱٫۵۰ است.